# Francisco Vera González
Francisco Miguel Vera González (n. Minga Guazú, Alto Paraná, Paraguay, 21 de mayo de 1994) es un futbolista paraguayo.

## Selección
Ha sido internacional con la Selección Sub-17 de Paraguay en el Sudamericano del 2011 en Ecuador. Jugó 4 partidos y sin goles.

## Clubes
| Club     | País     | Año             |
| -------- | -------- | --------------- |
| Rubio Ñu | Paraguay | 2010-2015       |
| Benfica  | Portugal | 2015-2016       |
| Fenix    | Uruguay  | 2016-Actualidad |